# Shadow DN3
La Shadow DN3 fu una vettura di Formula 1, con cui il costruttore statunitense affrontò la stagione 1974. Vi fu anche una versione B, approntata per il 1975.

## Specifiche tecniche
Progettata da Tony Southgate e Dave Wass, come la precedente DN1, veniva spinta dal tradizionale motore Ford Cosworth DFV. Possedeva un cambio Hewland TL200, montato su una monoscocca in alluminio. In tutte le gare venne gommata dalla Goodyear.

## Stagione 1974
L'esordio fu nella prima gara stagionale, con Peter Revson, che partì dal quarto posto ma fu costretto al ritiro. L'altro pilota, Jean-Pierre Jarier, affrontò le prime due gare stagionali con la DN1. Revson perirà in un incidente a Kyalami, in una sessione di prove private prima del terzo appuntamento stagionale, disputato sul circuito africano. Sarà sostituito prima da Brian Redman, poi da Bertil Roos, e, infine, da Tom Pryce. Jarier conquistò il terzo posto a Monaco e Pryce un sesto in Germania.

## Stagione 1975
Nei primi due appuntamenti del 1975 Tom Pryce utilizzò il modello B, in attesa della Shadow DN5, ma senza risultati di rilievo.

## Stagione 1976
La DN3 venne impiegata per l'ultima volta nel Gran Premio di Gran Bretagna 1976 da Mike Wilds, per il team privato  P.R. Reilly,  senza però riuscire a qualificarsi.

## Risultati completi in Formula 1

### DN3
(Legenda) (il grassetto indica le pole position, il corsivo indica i giri veloci) 
| Anno | Team              | Motore           | Pneumatici | Piloti | 1   | 2   | 3   | 4   | 5   | 6   | 7   | 8   | 9   | 10  | 11  | 12  | 13  | 14  | 15  | 16  | Punti | CDM |  |  |
| ---- | ----------------- | ---------------- | ---------- | ------ | --- | --- | --- | --- | --- | --- | --- | --- | --- | --- | --- | --- | --- | --- | --- | --- | ----- | --- |  |  |
| 1974 | UOP Shadow Racing | Ford Cosworth V8 | G          |        | ARG | BRA | SAF | SPA | BEL | MON | SVE | OLA | FRA | GBR | GER | AUT | ITA | CAN | USA |     | 7     | 8°  |  |  |
| 1974 | UOP Shadow Racing | Ford Cosworth V8 | G          | Revson | Rit | Rit | NA  |     |     |     |     |     |     |     |     |     |     |     |     |     | 7     | 8°  |  |  |
| 1974 | UOP Shadow Racing | Ford Cosworth V8 | G          | Redman |     |     |     | 7   | 18  | Rit |     |     |     |     |     |     |     |     |     |     | 7     | 8°  |  |  |
| 1974 | UOP Shadow Racing | Ford Cosworth V8 | G          | Roos   |     |     |     |     |     |     | Rit |     |     |     |     |     |     |     |     |     | 7     | 8°  |  |  |
| 1974 | UOP Shadow Racing | Ford Cosworth V8 | G          | Pryce  |     |     |     |     |     |     |     | Rit | Rit | 8   | 6   | Rit | 10  | Rit | NC  |     | 7     | 8°  |  |  |
| 1974 | UOP Shadow Racing | Ford Cosworth V8 | G          | Jarier | Rit | Rit | WD  | NC  | 13  | 3   | 5   | Rit | 12  | Rit | 8   | 8   | Rit | Rit | 10  |     | 7     | 8°  |  |  |
| 1976 | Team P R Reilly   | Ford Cosworth V8 | G          |        | BRA | SAF | USO | SPA | BEL | MON | SVE | FRA | GBR | GER | AUT | OLA | ITA | CAN | USA | GIA | NC    | 0   |  |  |
| 1976 | Team P R Reilly   | Ford Cosworth V8 | G          | Wilds  |     |     |     |     |     |     |     |     | NQ  |     |     |     |     |     |     |     | NC    | 0   |  |  |

### DN3B
(legenda) (il grassetto indica le pole position, il corsivo indica i giri veloci) 
| Anno | Team              | Motore           | Pneumatici | Piloti | 1   | 2   | 3   | 4   | 5   | 6   | 7   | 8   | 9   | 10  | 11  | 12  | 13  | 14  | Punti | CDM |
| ---- | ----------------- | ---------------- | ---------- | ------ | --- | --- | --- | --- | --- | --- | --- | --- | --- | --- | --- | --- | --- | --- | ----- | --- |
| 1975 | UOP Shadow Racing | Ford Cosworth V8 | G          |        | ARG | BRA | SAF | SPA | MON | BEL | SVE | OLA | FRA | GBR | GER | AUT | ITA | USA |       |     |
| 1975 | UOP Shadow Racing | Ford Cosworth V8 | G          | Pryce  | 12  | Rit |     |     |     |     |     |     |     |     |     |     |     |     |       |     |